# Одичание

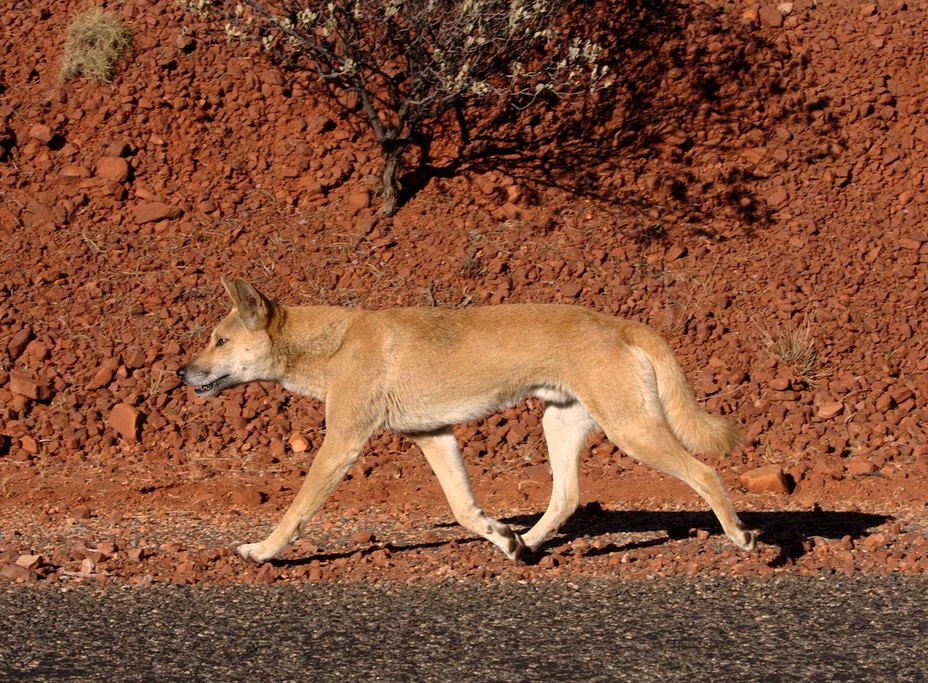
Динго

Одичание или дедоместикация — в биологии противоположный одомашниванию (доместикации) процесс приспособления одомашненного вида к жизни в дикой природе.
Одичавшие виды животных являются источником экологических угроз, что обусловлено их более высокой устойчивостью к стрессам по сравнению с дикими, также они сохраняют высокие темпы размножения. Отмечено, что одичавшие формы растений обладают устойчивой наследственностью. Процессы одичания происходят обычно если экологические условия района одичания сходны с условиями в пределах очага происхождения вида.
При этом, однако, не происходит полного генетического восстановления исконной дикой формы. Одичание может быть естественным, вследствие случайного попадания домашнего вида в дикую сферу обитания, в которой он способен выжить, либо искусственным, вследствие целенаправленных программ по дедоместикации.
Известным примером естественного, нерегулированного человеком одичания является динго, произошедший от собак, завезённых в Австралию. В Америке такими животными являются мустанги — потомки лошадей, которых привезли в Новый свет колонисты из Европы (прежде всего — испанские конкистадоры) в XVI веке.